# Jävla pojkar
Jävla pojkar är en svensk dramafilm av Shaker K. Tahrer. Filmen hade smygpremiär under Lilla filmfestivalen i Båstad 2011 och blev därefter uttagen att tävla i filmfestivalerna i Montreal, São Paulo och Bengaluru. Jävla pojkar hade premiär på svenska biografer 13 april 2012. Filmen medverkade även i Göteborg International Film Festival (GIFF) 2013.

## Handling
Jävla pojkar kretsar kring de tre unga männen Simon (Rikard Björk), Björn och Kristoffer (Tom Ljungman) som alla nyss tagit studenten och skall påbörja sina vuxenliv. 
Simons mor Birgitta (Marika Lagercrantz) säger upp lägenheten och flyttar ihop med sin nya man, vilket tvingar Simon att få tag på ett nytt hem. Simons pappa Tomas (Jacob Nordenson) och hans hus blir enda möjliga räddningen, men Tomas har sedan länge vänt samhället ryggen och tyr sig numera endast till de döda.
Björns adoptivföräldrar skiljer sig vilket hans far Gunnar (Stig Engström) vägrar acceptera utan påbörjar en bok om kärlekens svek. Björn som nyss tagit studenten tvingas lämna det trygga familjelivet och flyttar in i egen lägenhet där ensamma tankar kring identitet och liv föds.
Kristoffer och hans mor Ida (Elin Klinga) bär på en tragisk familjehemlighet. Kristoffer försöker lugna sin labila mamma genom utbrotten samtidigt som han längtar efter ett lugnt och normalt liv tillsammans med sin flickvän och sina vänner. Jävla pojkar handlar om att fastna i destruktiva cirklar, där de invanda mönstren får konsekvenser för både individ och familj.

## Rollista
- Tom Ljungman – Kristoffer
- Rikard Björk – Simon
- Mats Sandahl – Björn
- Marika Lagercrantz – Birgitta
- Jacob Nordenson – Tomas
- Stig Engström – Gunnar
- Elin Klinga – Ida
- Nina Gunke – Lina
- Felicia Löwerdahl – Elin
- László Hágó – Rolf
- Jakai Nobutu – Björn (4 år)
- Albin Stööp – Markus
- Kevin Clarke – Björn (11 år)
- Evert Lindkvist – Lennart